# Eloy Fernández Navamuel

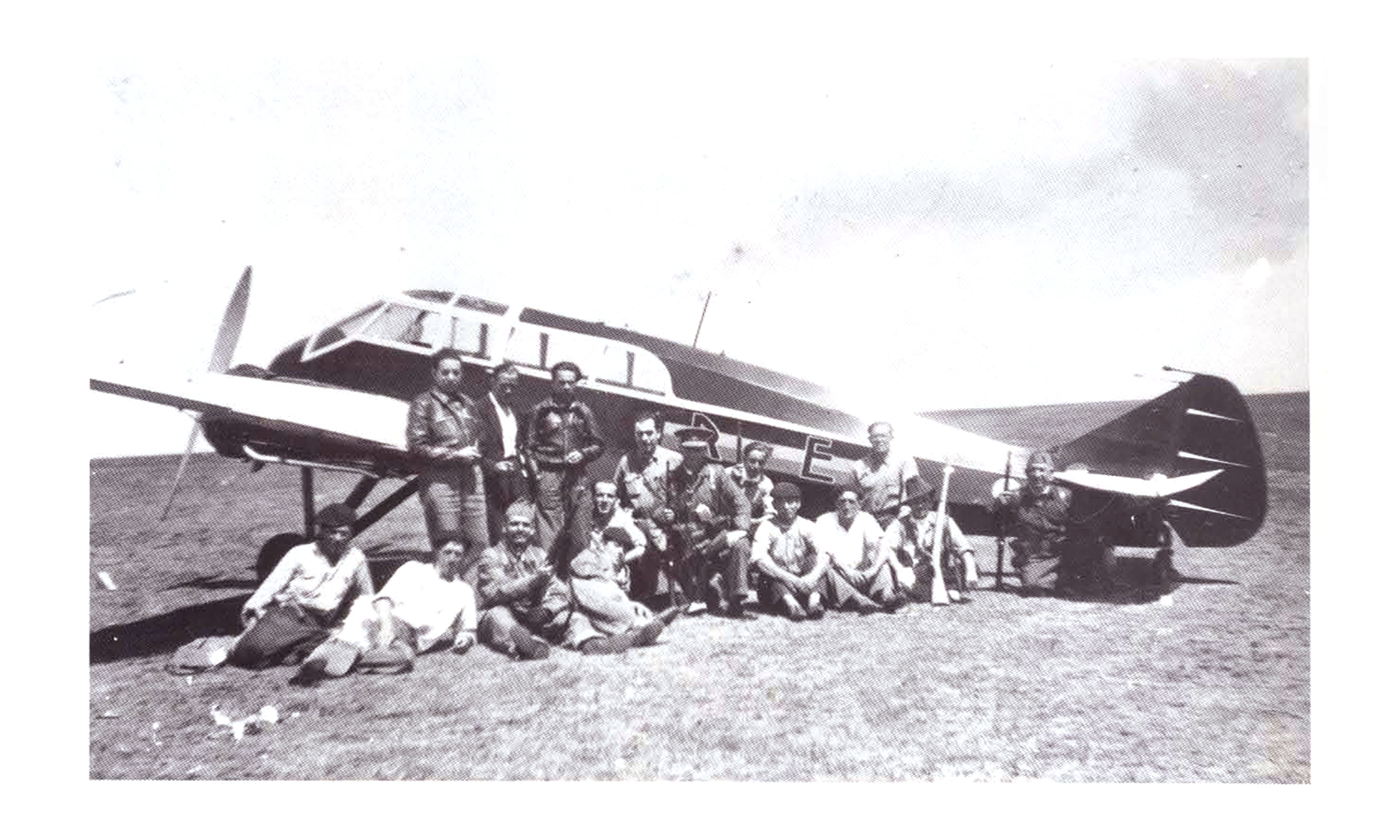
El avión de Eloy Fernández Navamuel. Él está situado a la izquierda enfrente del ala. Este avión fue usado en la captura del buque franquista Tiburón y los bombardeos sobre los cuarteles de Simancas y Zapadores en Gijón. Su hermano José está sobre la rodilla vestido de caqui en el centro, al lado del hombre con gorra. Esta fotografía fue tomada en el aeródromo Llanes en el otoño de 1936 después de una misión

Eloy Fernández Navamuel (Torrelavega, Cantabria 1899 - Madrid 1964) fue un militar español que participó activamente en la guerra civil española en el bando republicano.

## Biografía

### Comienzo de su carrera militar y la guerra de Marruecos
Eloy Fernández se alistó en el ejército como voluntario el 14 de febrero del año 1921. Ostentó el empleo de suboficial del Arma de Caballería del Regimiento de Lanceros del Rey en Burgos. Más tarde fue voluntario en la Arma de Aviación, donde recibió el título de piloto al año de haber empezado su carrera militar.
A partir del año 1923 combatió en la guerra del Rif como aviador y participó en la toma de Alhucemas el 8 de septiembre de 1925. En uno de aquellos vuelos su avión fue dañado pero consiguió planear durante 10 kilómetros, y al final fue recogido por el vapor España 5. Durante los 8 años de campaña en el Marruecos español, Eloy estuvo como teniente de caballería y piloto aviador, y recibió en total 7 cruces del Mérito Militar, 30 cruces y medallas, y la Medalla de Sufrimientos por la Patria, tras el accidente por el que casi pierde la vida.
En el año 1928 Eloy Fernández regresó a la península ibérica como jefe de la escuadrilla de trimotores Junkers de Getafe y de la 1.ª escuadrilla de caza Nieuport de Sevilla.
Con la llegada de la Segunda República Española, Eloy Fernández, decide acogerse al retiro del decreto de 25 de abril de 1931 o Ley Azaña. En agosto de 1935 creó un Aero-Club para la formación de pilotos, e impulsó la apertura de aeropuertos y la aviación en la isla de Tenerife.

### Guerra civil española
El golpe militar del 18 de julio del año 1936, le sorprendió de vacaciones, visitando a su hermano José, en Llanes, y seguidamente se incorporó voluntariamente al servicio de la Segunda República.
El día 19 del mismo mes, Eloy Fernández se fue a la entonces provincia de Santander para contribuir a sofocar los focos de rebelión. A principios del mes de agosto, marchó a París junto con el consejero de Hacienda del País Vasco, J. M. Aldasoro, para conseguir material de aviación. De esta manera, consigue un avión bimotor ligero civil General Aircraft ST-25 Jubilee (Monospar) con matrícula inglesa G-ADSN, que posteriormente adapta para bombardear. Eloy Fernández Navamuel realizó importantes acciones de incursión en los frentes de Asturias, Santander y País Vasco, así como vuelos de comunicaciones con Madrid a bordo de una C/N 54.
Entre sus hazañas, destaca el importante papel que tuvo en la captura del buque franquista Tiburón, que se dirigía a Santander con el propósito de establecer el bloqueo.
El 25 de agosto Eloy fue nombrado jefe de los Servicios de Aviación del Norte de España. El 10 de noviembre, sin abandonar sus funciones de piloto, tomó el mando de una columna de 300 milicianos, que comenzó a operar desde el naciente frente de Reinosa con dirección a Burgos y Palencia.
Una vez nombrado jefe del Sector de Reinosa, Eloy trazó un plan para defender la posición con líneas de parapetos de cemento y alambradas. De nuevo, realizó importantes acciones, con incursiones en la provincia de Burgos, así como la conquista de Espinosa de Bricia (entre el 2 y 5 de mayo del año 1937).
El día 21 de noviembre fue ascendido a capitán por el general Llano de la Encomienda, en recompensa de méritos en campaña. El 14 de abril de 1937 fue nombrado comandante y se le confió el mando de la 3.ª División santanderina (después 54.ª División), de cuyo control eran encargados los generales Llano de la Encomienda y Gamir Ulibarri.

### Exilio
Ya en Asturias, y con las tropas franquistas recién llegadas a su ciudad natal, Torrelavega, decide partir hacia Francia el 24 de agosto de 1937. Despegó con su avioneta desde la playa de Oyambre en Comillas hasta el aeródromo de Biscarrosse. Dicho viaje lo realiza en compañía de su hermano José (capitán de Caballería).

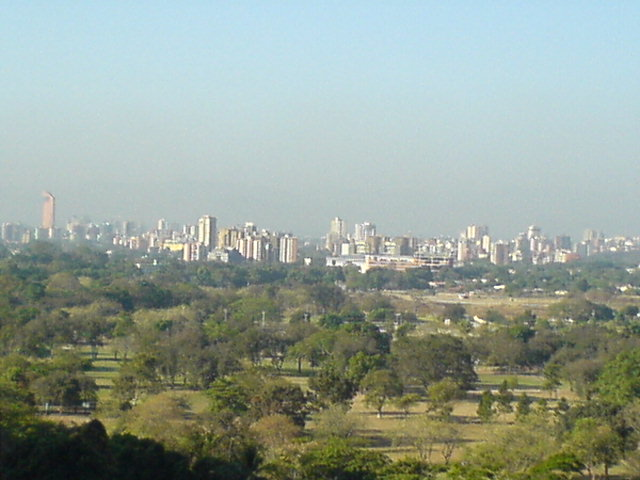
Vista parcial de la ciudad de Maracay, donde residió Eloy Fernández durante su exilio.

Fue acusado de deserción por las autoridades republicanas. Insistió en regresar a España, pero al final permanecería por algún tiempo en Aloutte (Burdeos). Ya en el mes de agosto de 1939 decidió marchar con su familia a la República Dominicana. Es en este país, donde realiza artículos sobre aviación en la revista Cosmopolita, y donde fue ingeniero de construcción civil.
El día 24 de noviembre del año 1947 se dirigió a Venezuela. Allí trabajó como jefe de construcción en el Estado de Aragua, estableciéndose en Maracay en un proyecto financiado por el Banco de Desarrollo. Participó en la apertura de caminos en la selva y colaboró con el doctor Arnoldo Gabaldón en un plan para la erradicación de la malaria. Recibió el Premio Nacional de Arquitectura por la construcción de la iglesia de Tanaguarena, y cooperó en la rehabilitación de la arquitectura colonial de Coro.
Regresó a España en el año 1963 pero gravemente enfermo. Eloy Fernández Navamuel falleció en Madrid el 11 de marzo de 1964 y fue enterrado en su pueblo natal de Torrelavega.